# سوپلای (کارولینای شمالی)
سوپلای (به انگلیسی: Supply) یک منطقهٔ مسکونی در ایالات متحده آمریکا است که در شهرستان برانسویک، کارولینای شمالی واقع شده‌است. سوپلای ۷٫۹۲ متر بالاتر از سطح دریا واقع شده‌است.